# The Trouble with Templeton
The Trouble with Templeton este episodul 45 al serialului american Zona crepusculară. În distribuție apar Brian Aherne⁠(d), Pippa Scott⁠(d) și Sydney Pollack. Episodul a fost difuzat inițial pe 9 decembrie 1960 pe CBS.

## Intriga
Booth Templeton, actor pe Broadway, o privește pe tânăra sa soție, Dorie, în timp ce flirtează cu un gigolo⁠(d) lângă piscina casei sale. Booth menționează că nu este mulțumit de soția sa și își amintește de momentele fericite trăite împreună cu prima sa soție, Laura, care a încetat din viață după șapte ani de căsnicie.
Acesta participă la prima repetiție a noii sale piese, unde află că regizorul a fost înlocuit. Noul regizor, Arthur Willis, nu-l respectă pe experimentatul Booth și pune la îndoială angajamentul său față de piesă.
Stresat și extrem de nefericit, Booth părăsește platourile de filmare și descoperă că a fost transportat 30 de ani în trecut. Un angajat al teatrului îl informează că soția sa, Laura, îl așteaptă la barul⁠(d) din apropiere. Both o găsește flirtând cu un bărbat mult mai tânăr pe nume Barney. Cei doi ignoră încercările sale de a intra în conversație și îi cer să-i lase în pace. Frustrat, Booth smulge un scenariu pe care Laura îl folosește pe post de evantai.
Booth revine la teatru și se trezește înapoi în prezent. Având scenariul Laurei în mână, acesta observă că este scenariul unei piese intitulate What to Do When Booth Comes Back. Booth conștientizează că spiritele din trecutul său au interpretat o piesă cu scopul de a-l forța să-și abandoneze nostalgiile. Mulțumit acum de situația din prezent, Booth se întoarce la repetiții și cere respectul care i se cuvine.

## Distribuție
- Brian Aherne - Booth Templeton
- Pippa Scott - Laura Templeton
- Sydney Pollack - Arthur Willis
- Dave Willock - Marty
- Regele Calder - Sid Sperry
- Larry J. Blake - Freddie
- David Thursby - Eddie
- Charles S. Carlson - Barney Flueger